# Дибромодиамминпалладий
Дибромодиамминпалладий — неорганическое соединение, 
комплексный аммин соли металла палладия и бромистоводородной кислоты
с формулой [Pd(NH3)2]Br2,
образует устойчивый жёлтый транс-изомер и неустойчивый жёлто-коричневый цис-изомер,
плохо растворяется в воде.

## Физические свойства
Дибромодиамминпалладий образует два стереоизомера:
- транс-изомер —  жёлтые кристаллы, триклинная сингония, пространственная группа P 1, параметры ячейки a = 0,67854 нм, b = 0,71057 нм, c = 0,66241 нм, α = 103,221°, β = 102,514°, γ = 100,386°, Z = 2;
- цис-изомер — неустойчивые жёлто-коричневые кристаллы, ромбическая сингония, пространственная группа P bca, параметры ячейки a = 1,33202 нм, b = 1,27223 нм, c = 0,705854 нм°, Z = 8 [1].

При комнатной температуре медленно переходит в транс-форму.